# Fosse no 4 - 4 bis des mines de Dourges
La fosse no 4 - 4 bis dite Paul-Frédéric Hély d'Oissel de la Compagnie des mines de Dourges est un ancien charbonnage du Bassin minier du Nord-Pas-de-Calais, situé à Noyelles-Godault. Le puits no 4 est commencé en 1867, mais la guerre de 1870 retarde les travaux qui ne sont repris qu'en 1872. L'extraction ne commence qu'en 1877. Des corons sont bâtis près de la fosse. Un terril no 102, 4 Est de Dourges, est édifié à l'est du carreau de fosse. Il existe également un terril cavalier no 209 Cavalier de Noyelles-Godault. Le puits no 4 bis est ajouté en 1906. La fosse est détruite pendant la Première Guerre mondiale. Lorsqu'elle est reconstruite, le puits no 4 est doté d'installations modestes, alors que le puits no 4 devient le puits principal. Des cités remarquables sont construites près de la fosse.
La Compagnie des mines de Dourges est nationalisée en 1946, et la fosse no 4 - 4 bis intègre le Groupe d'Hénin-Liétard. Elle est concentrée en 1957 sur la fosse no 2 - 2 bis et cesse d'extraire, le puits no 4 est utilisé pour la remonte des terres jusqu'à son remblaiement en 1962, le puits no 4 bis est remblayé en 1969, et son chevalement est détruit deux ans plus tard. Le terril no 102, haut de 80 mètres, est en majeure partie exploité.
Au début du XXIe siècle, Charbonnages de France matérialise les têtes des puits nos 4 et 4 bis. Il subsiste plusieurs bâtiments dont le logement du garde, et la salle des machines du puits no 4 bis. Les cités ont été rénovées. Au début des années 2010, une partie du terril est urbanisée, tandis que le reste est un espace vert. La cité-jardin Crombez a été classée le 30 juin 2012 au patrimoine mondial de l'Unesco.

## La fosse

### Fonçage
Une fosse no 3, plus tard renommée no 4, est commencée en 1867 à Noyelles-Godault,. Le puits est entrepris à l'altitude de quarante mètres. Le terrain houiller est atteint à la profondeur de 143 ou 146 mètres

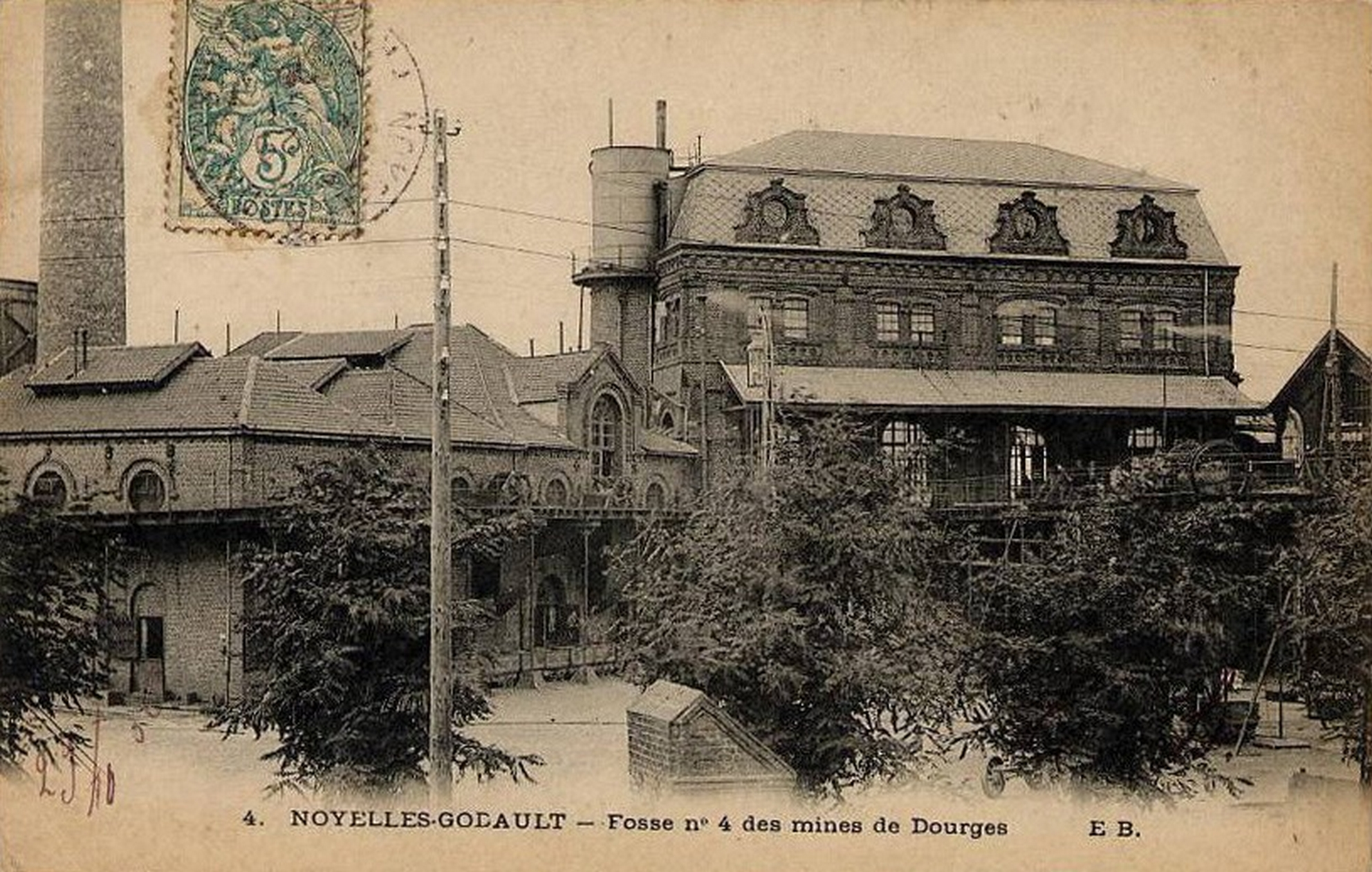
Le chevalement hangar de la fosse no 4 vers 1900.

Les travaux y sont suspendus pendant la guerre de 1870 et n'ont été repris qu'en 1872. Le chevalement et la salle des machines sont bâtis à l'intérieur d'un même bâtiment qui a l'allure d'une maison bourgeoise, il s'agit d'un chevalement de type hangar.

### Exploitation
Cette fosse est entrée en exploitation en 1877 seulement. Elle est baptisée en l'honneur du vice-président de la compagnie, Paul-Frédéric Hély d'Oissel. Le puits de la fosse no 4 est alors profond de 276 mètres.
Le puits no 4 bis est ajouté en 1906, à 65 mètres au nord-nord-est du puits no 4. La fosse est détruite durant la Première Guerre mondiale.
La Compagnie des mines de Dourges est nationalisée en 1946, et la fosse no 4 - 4 bis intègre le Groupe d'Hénin-Liétard. En 1954, le criblage est arrêté, mais le moulinage est modernisé. La fosse no 4 - 4 bis est concentrée en 1957 sur la fosse no 2 - 2 bis, sise à Hénin-Beaumont à 2 247 mètres à l'ouest-nord-ouest, et cesse d'extraire. Le puits no 4 est utilisé pour remonter les déblais de la fosse no 2 - 2 bis, il est en conséquence doté en 1959 de berlines de 1 600 litres. Une plate-forme est créée au pied du terril conique pour accueillir ces terres. Le puits no 4, profond de 647 mètres, est remblayé en 1962. La fosse no 4 bis est définitivement arrêtée en 1969. Le puits profond de 846 mètres est remblayé, et son chevalement détruit deux ans plus tard.

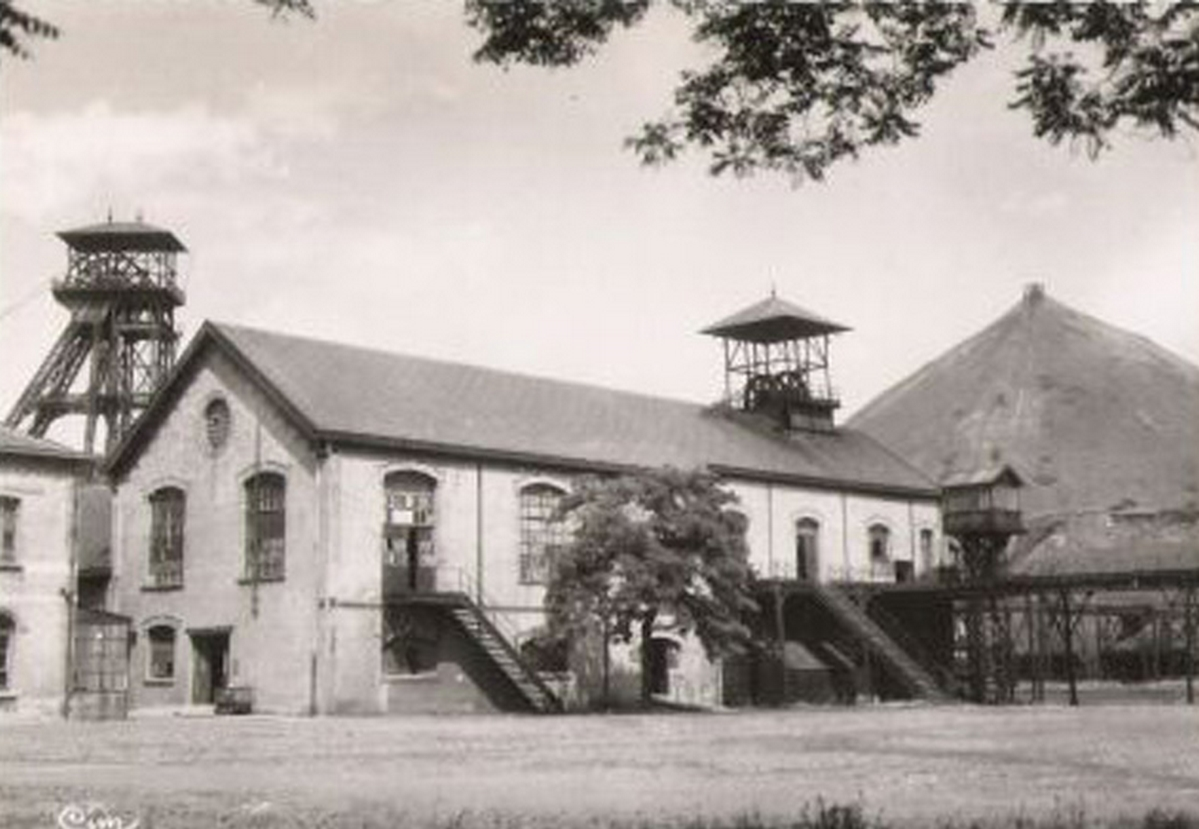
Le puits no 4 bis et le puits no 4.
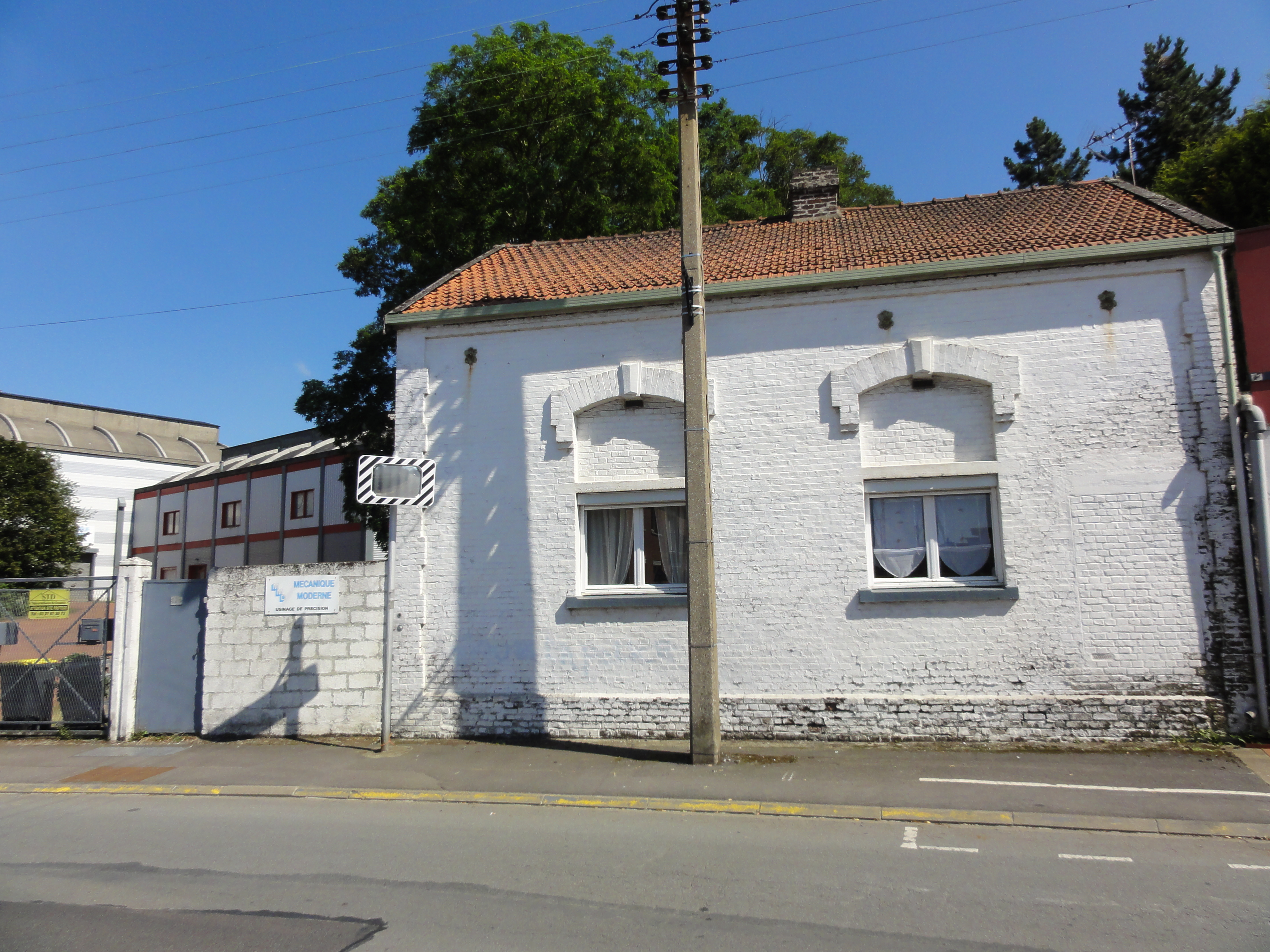
Le logement du garde.
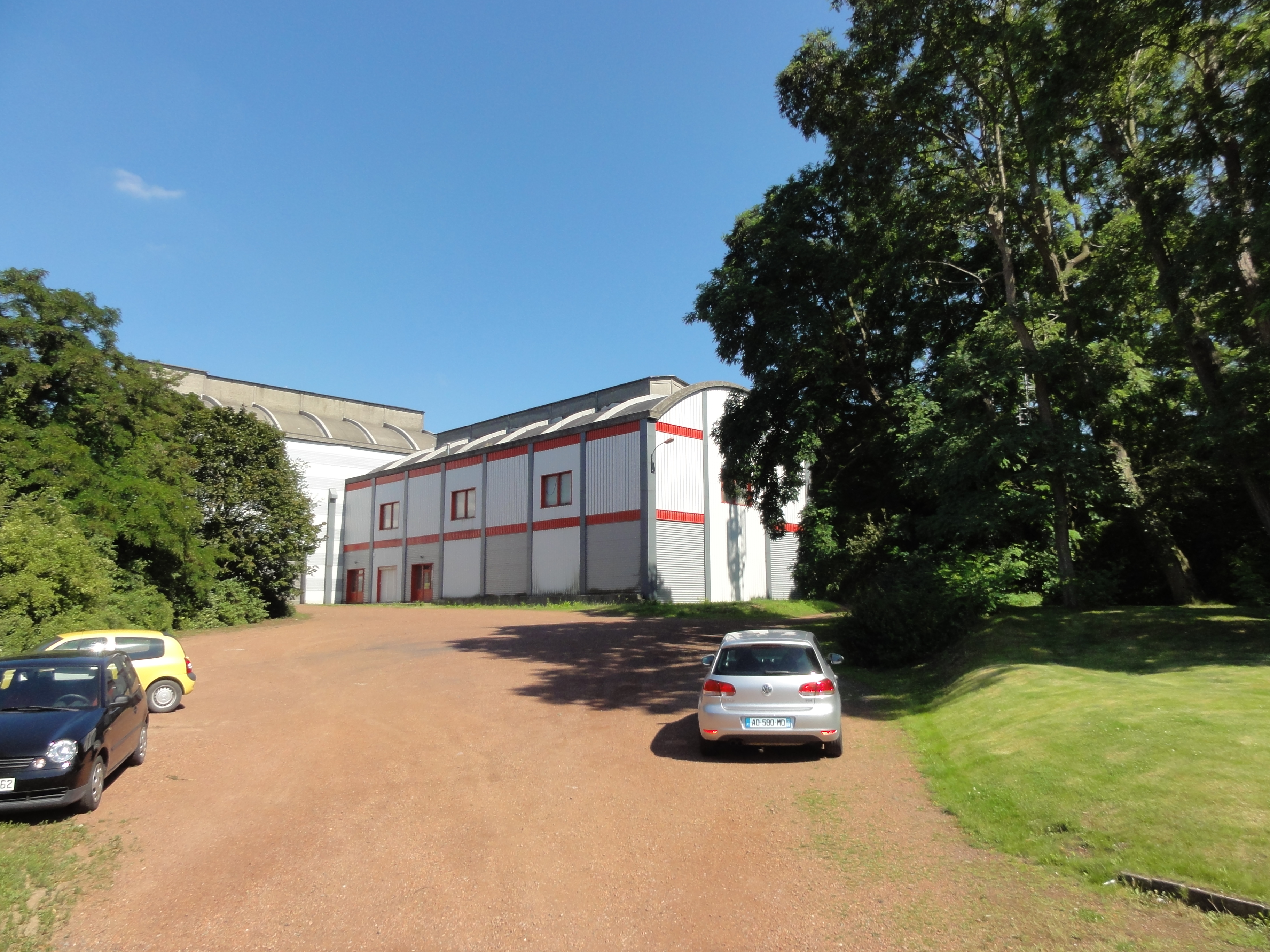
La salle des machines du puits no 4 bis.
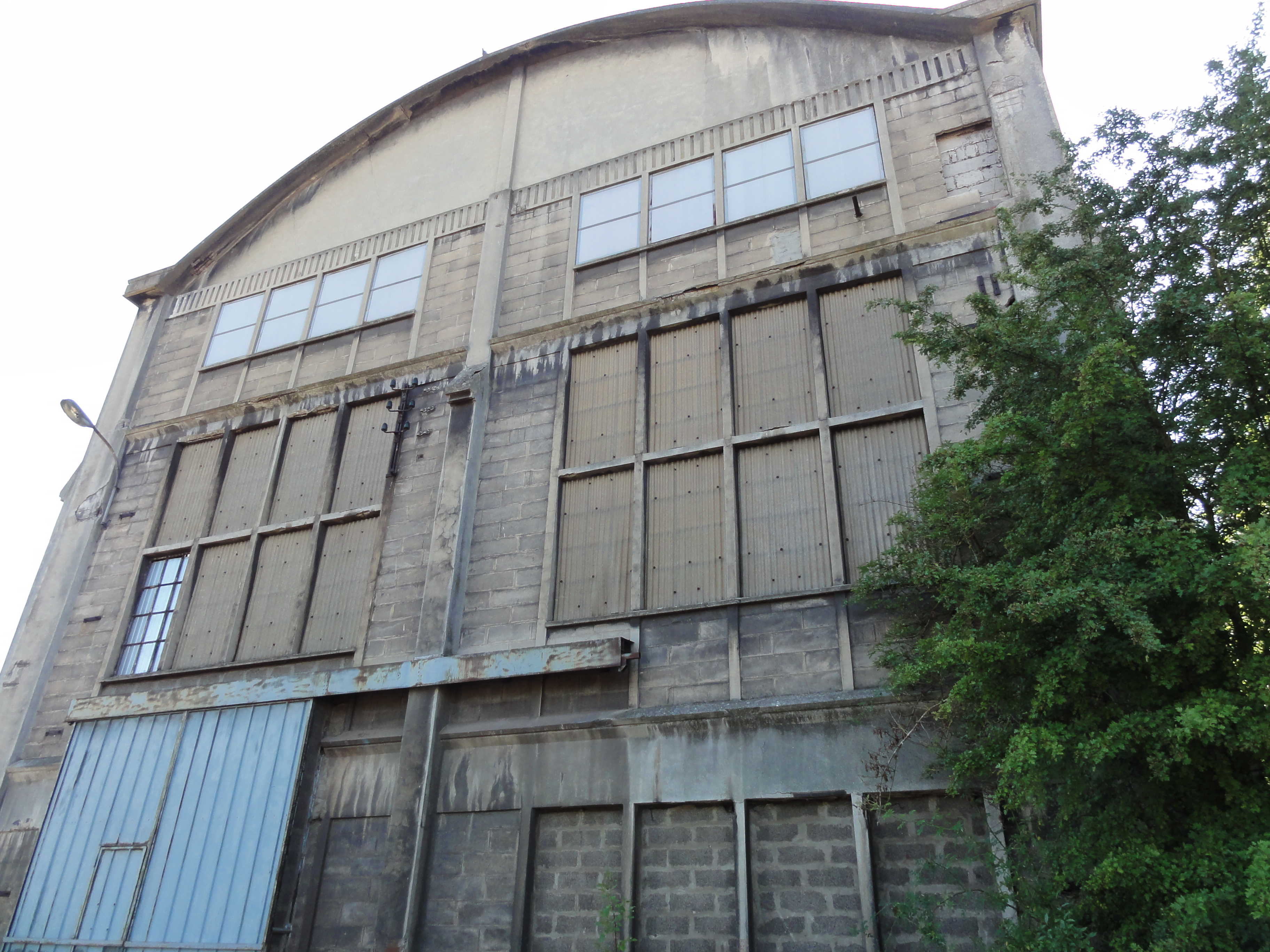
La salle des machines du puits no 4 bis.
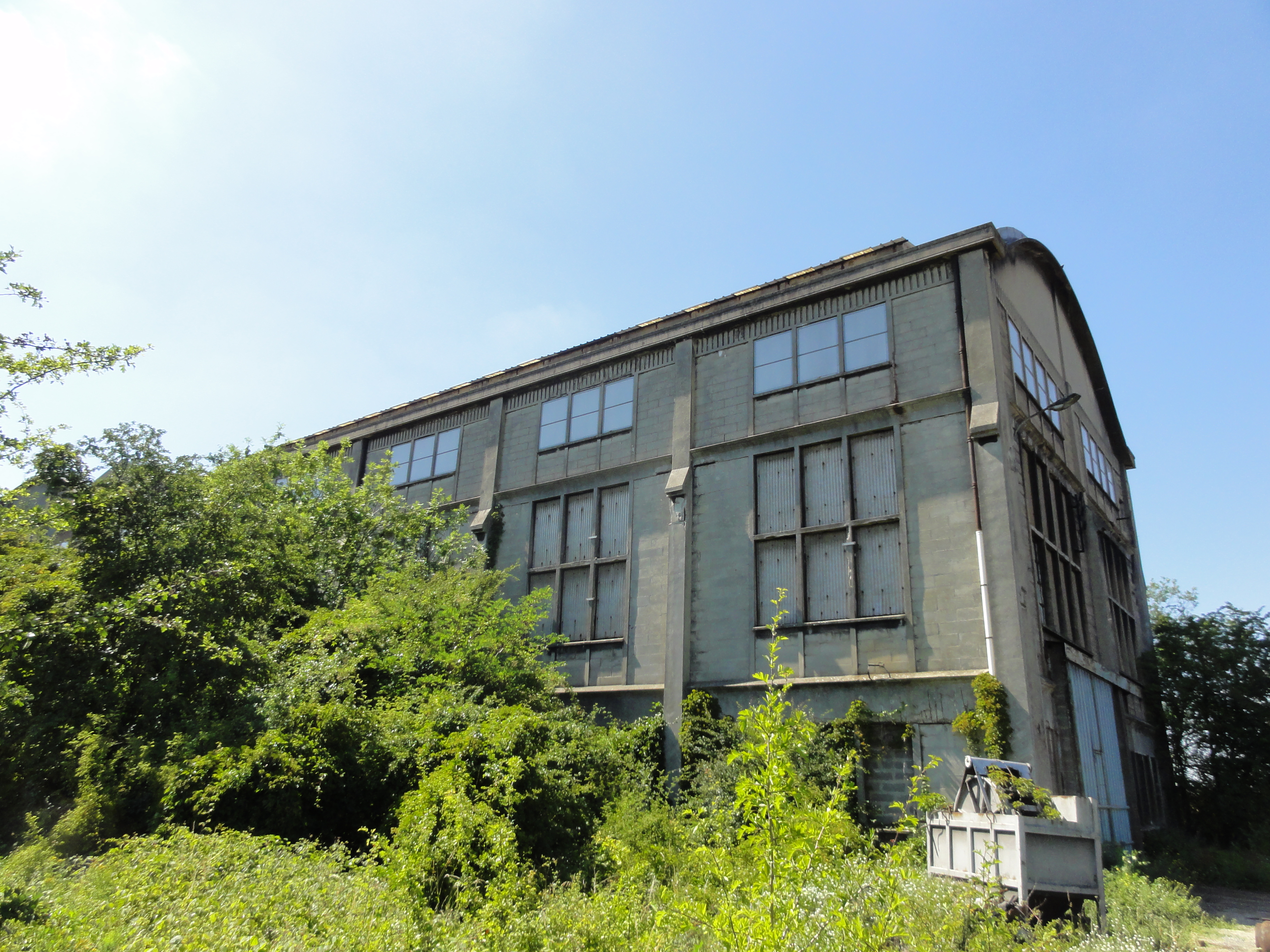
La salle des machines du puits no 4 bis.
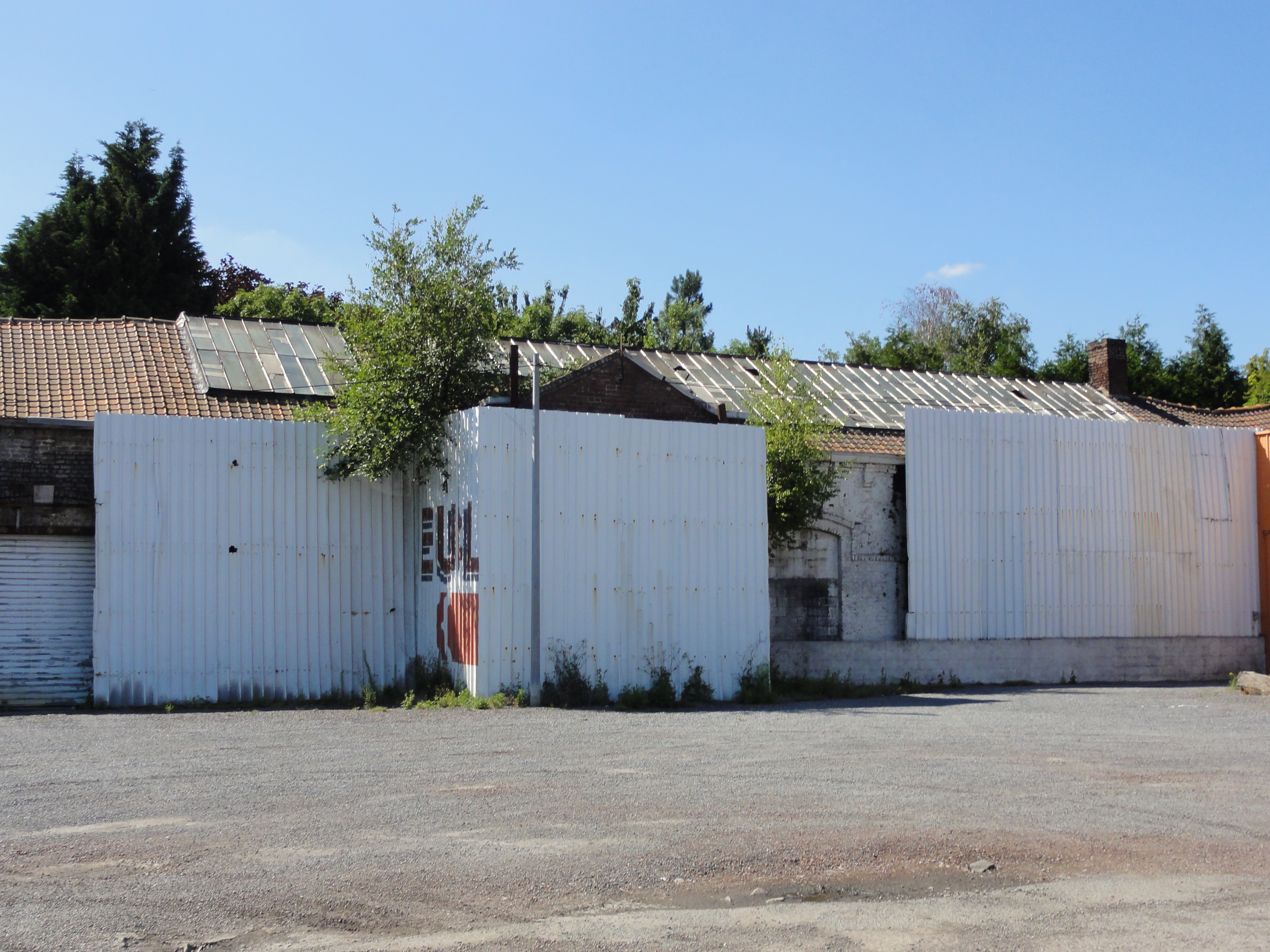
Un ancien bâtiment.

### Reconversion
Au début du XXIe siècle, Charbonnages de France matérialise les têtes des puits nos 4 et 4 bis. Le BRGM y effectue des inspections chaque année. Il reste de la fosse le logement du garde, la salle des machines du puits no 4 bis, ainsi que deux autres bâtiments.

## Les terrils
Deux terrils résultent de l'exploitation de la fosse.

### Terrilno102, 4 Est de Dourges

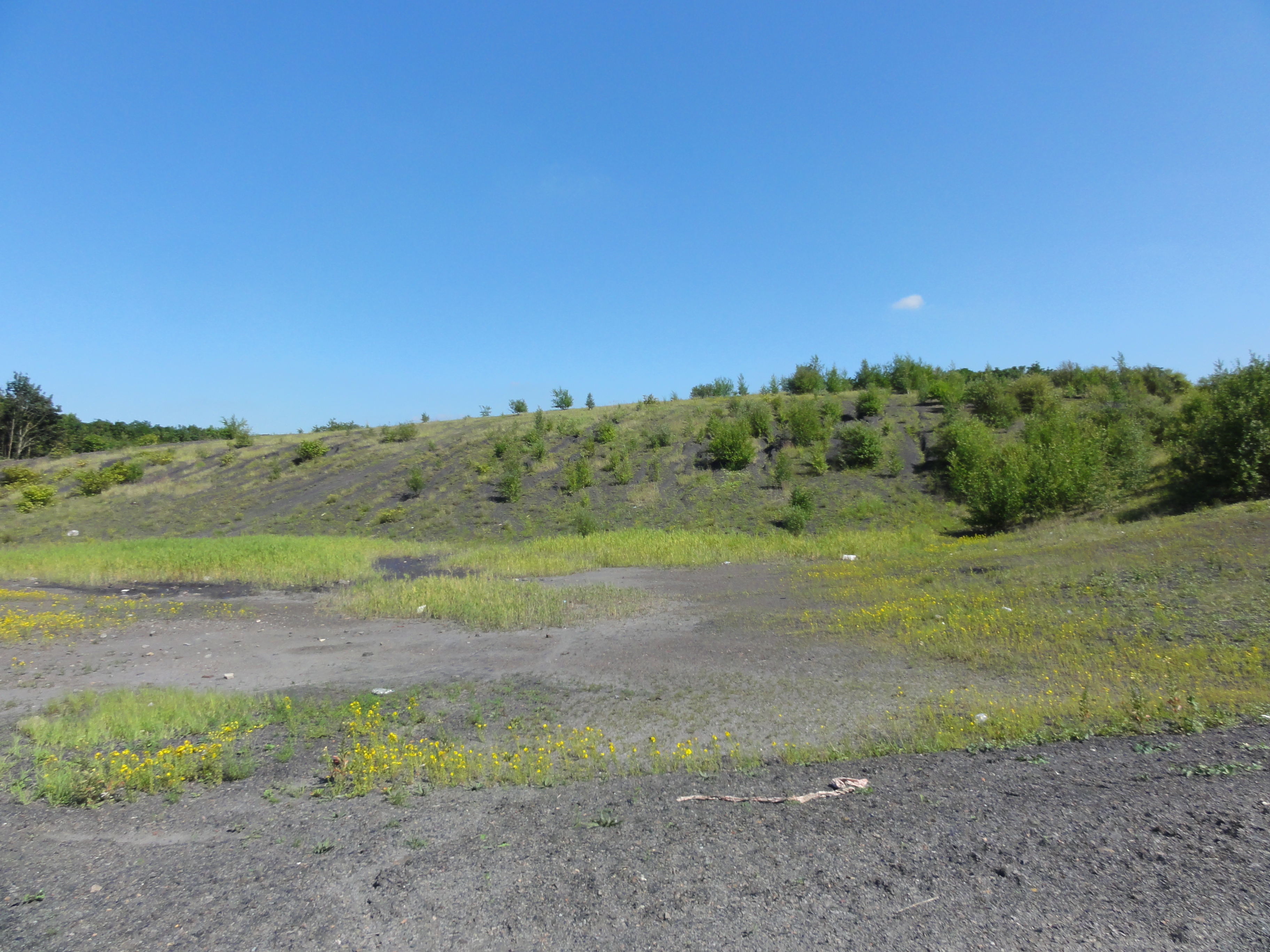
Le terril 4 Est de Dourges.

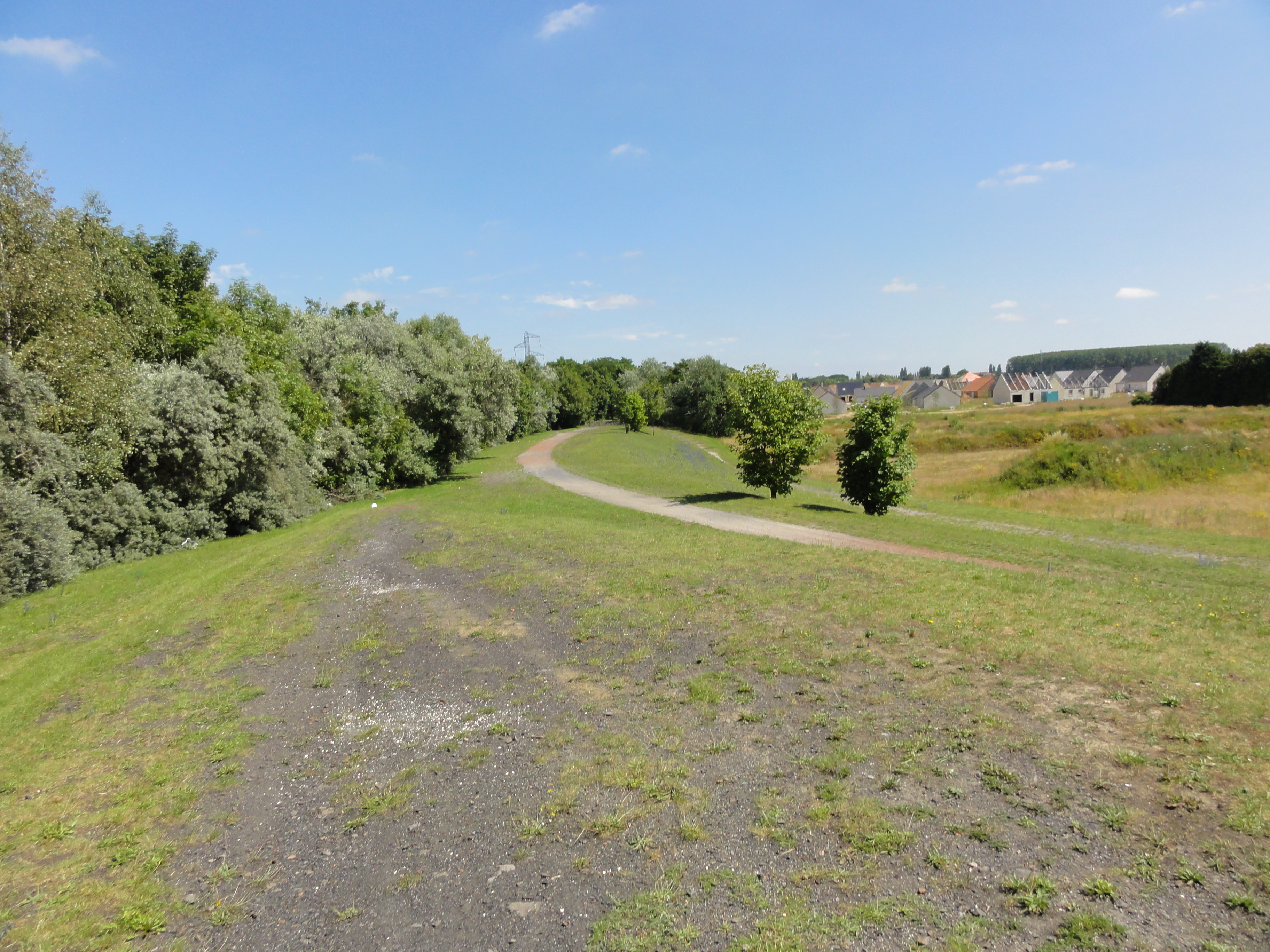
Le terril Cavalier de Noyelles.

50° 24′ 48″ N, 2° 59′ 48″ E
Le terril no 102, 4 Est de Dourges, situé à Noyelles-Godault, était un terril conique alimenté par la fosse no 4 - 4 bis des mines de Dourges. Initialement haut de 80 mètres, il a été totalement exploité, et il n'en subsiste plus qu'une butte haute d'une dizaine de mètres. Une partie du site est urbanisée au début des années 2010.

### Terrilno209, Cavalier de Noyelles-Godault
50° 25′ 10″ N, 3° 00′ 21″ E
Le terril no 209, situé à Courcelles-lès-Lens et Noyelles-Godault, est un terril cavalier permettant de joindre les réseaux ferroviaires des mines de Dourges aux mines de l'Escarpelle. Il est situé au nord de la fosse no 4 - 4 bis des mines de Dourges.

## Les cités
De vastes cités ont été bâties à proximité de la fosse. La cité-jardin Crombez fait partie des 353 éléments répartis sur 109 sites qui ont été classés le 30 juin 2012 au patrimoine mondial de l'Unesco. Elle constitue le site no 47.

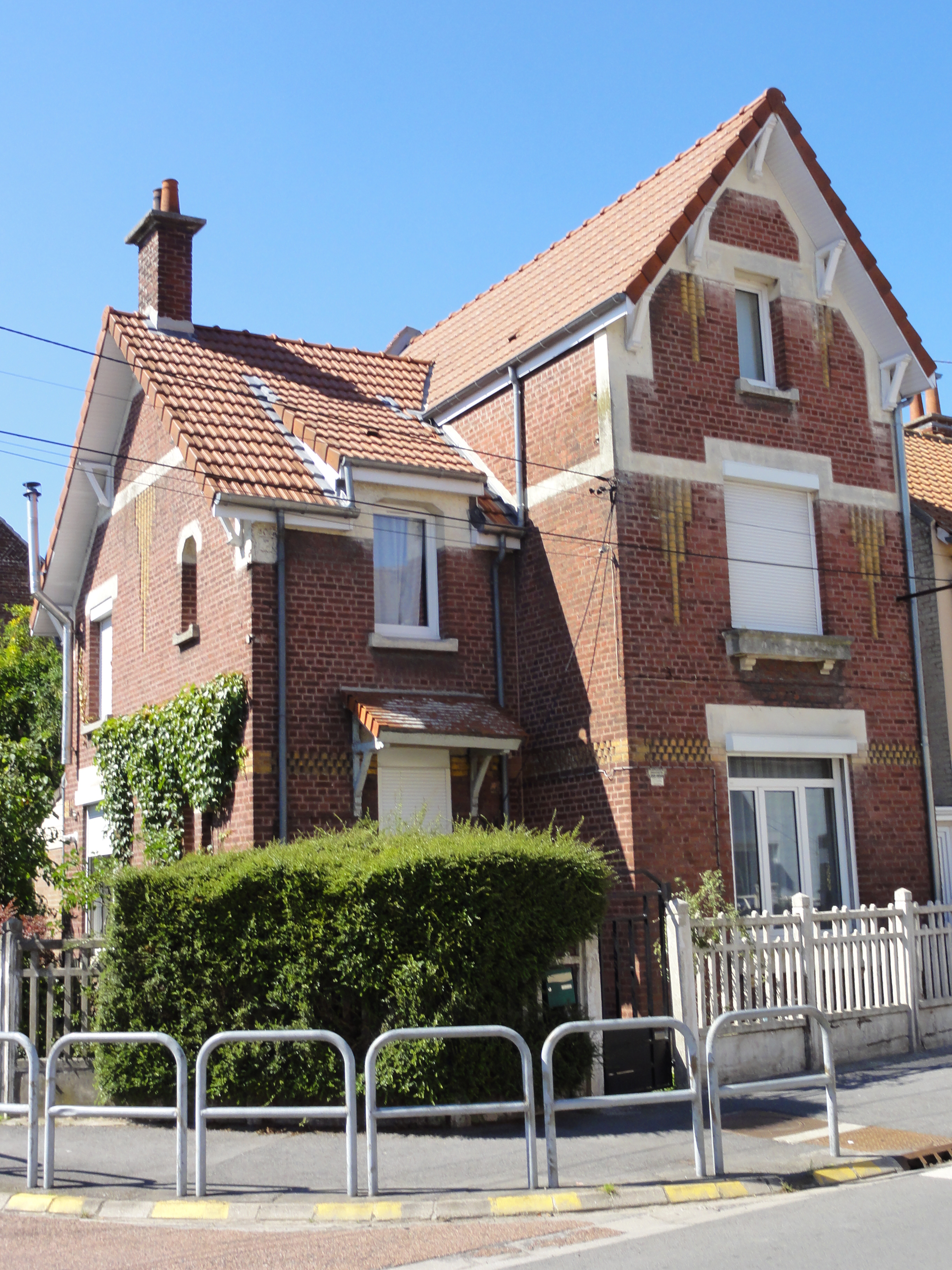
Une habitation d'ingénieur.
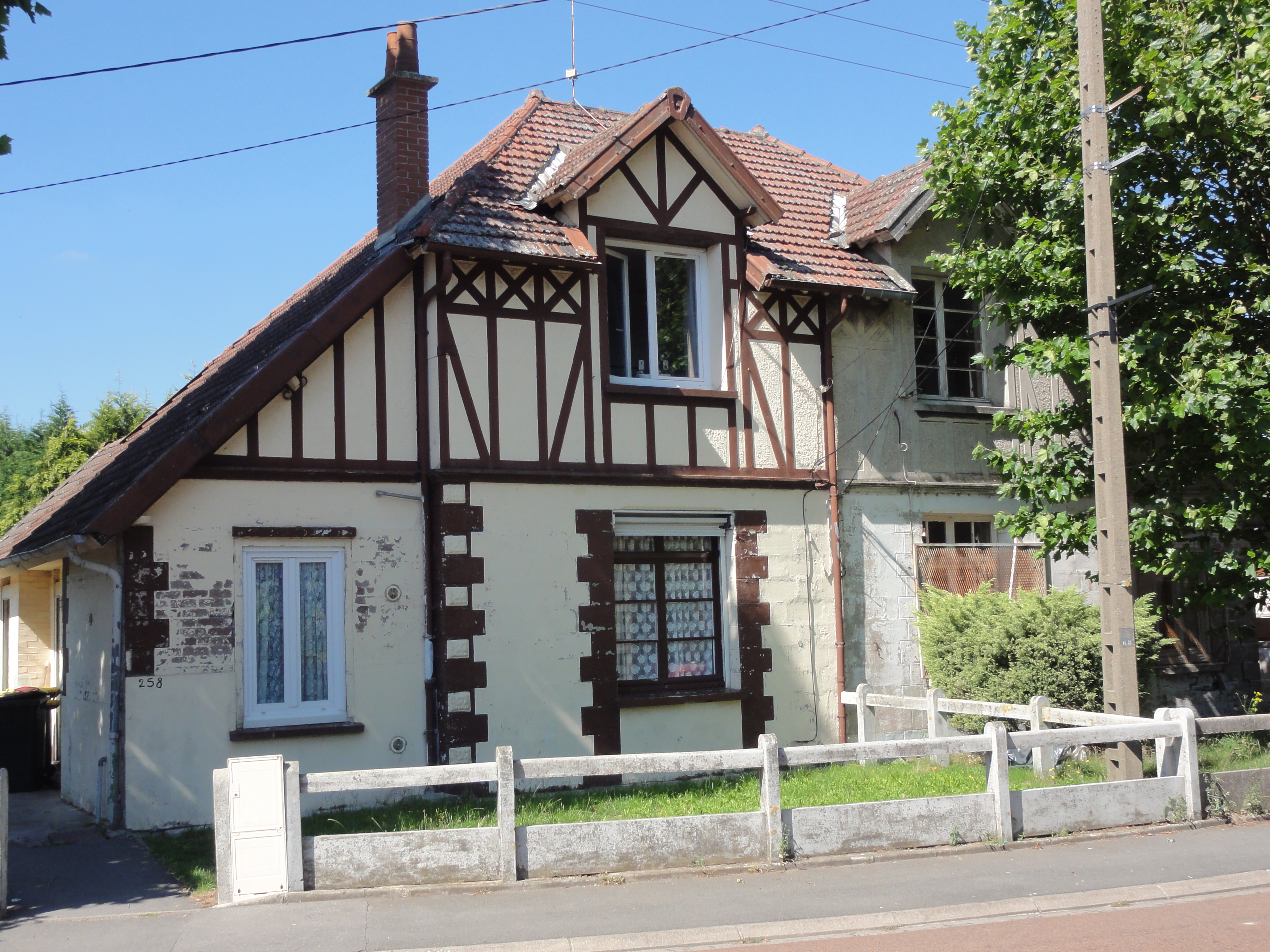
Des habitations groupées par deux.
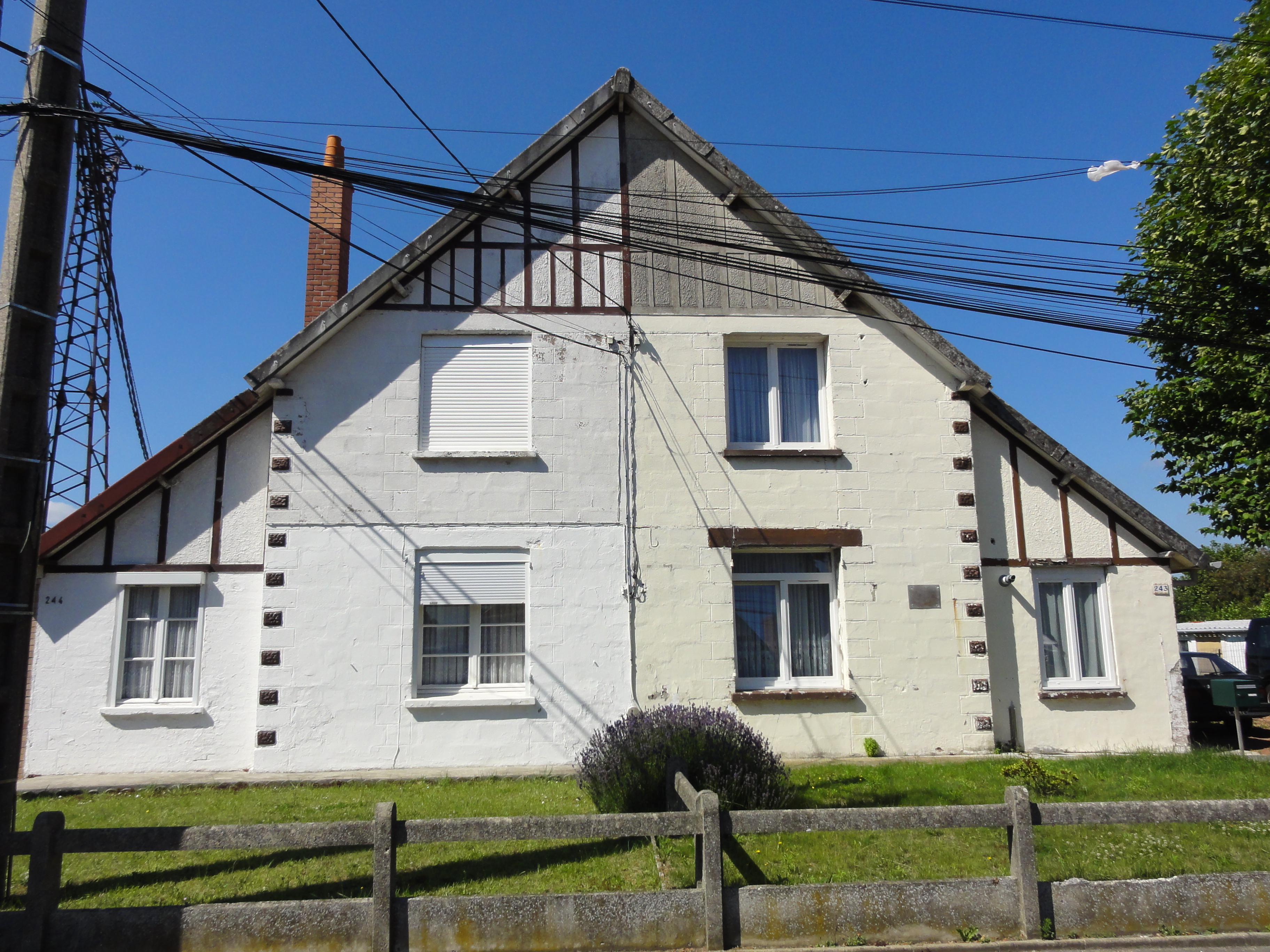
Des habitations groupées par deux.
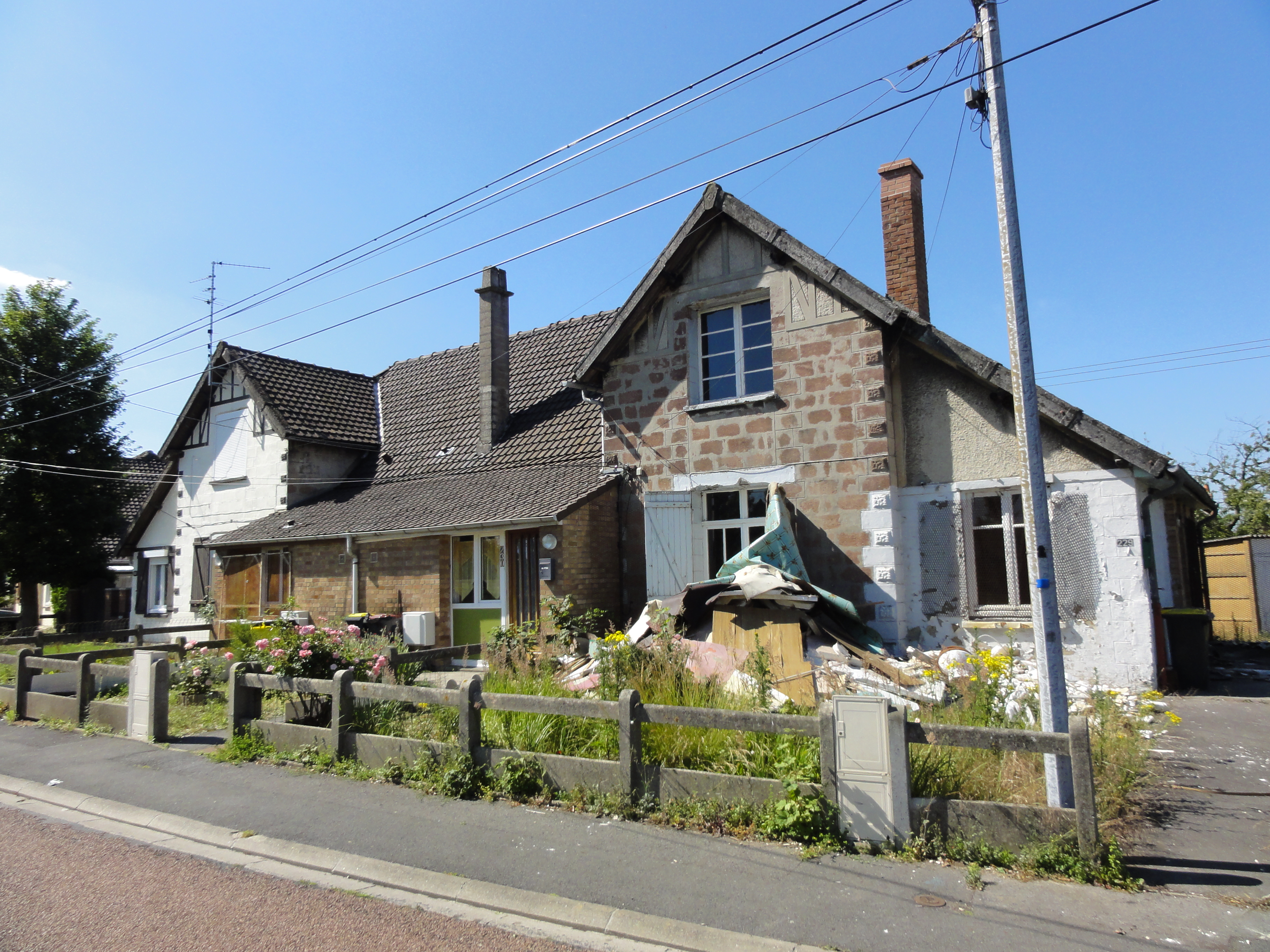
Des habitations groupées par deux.
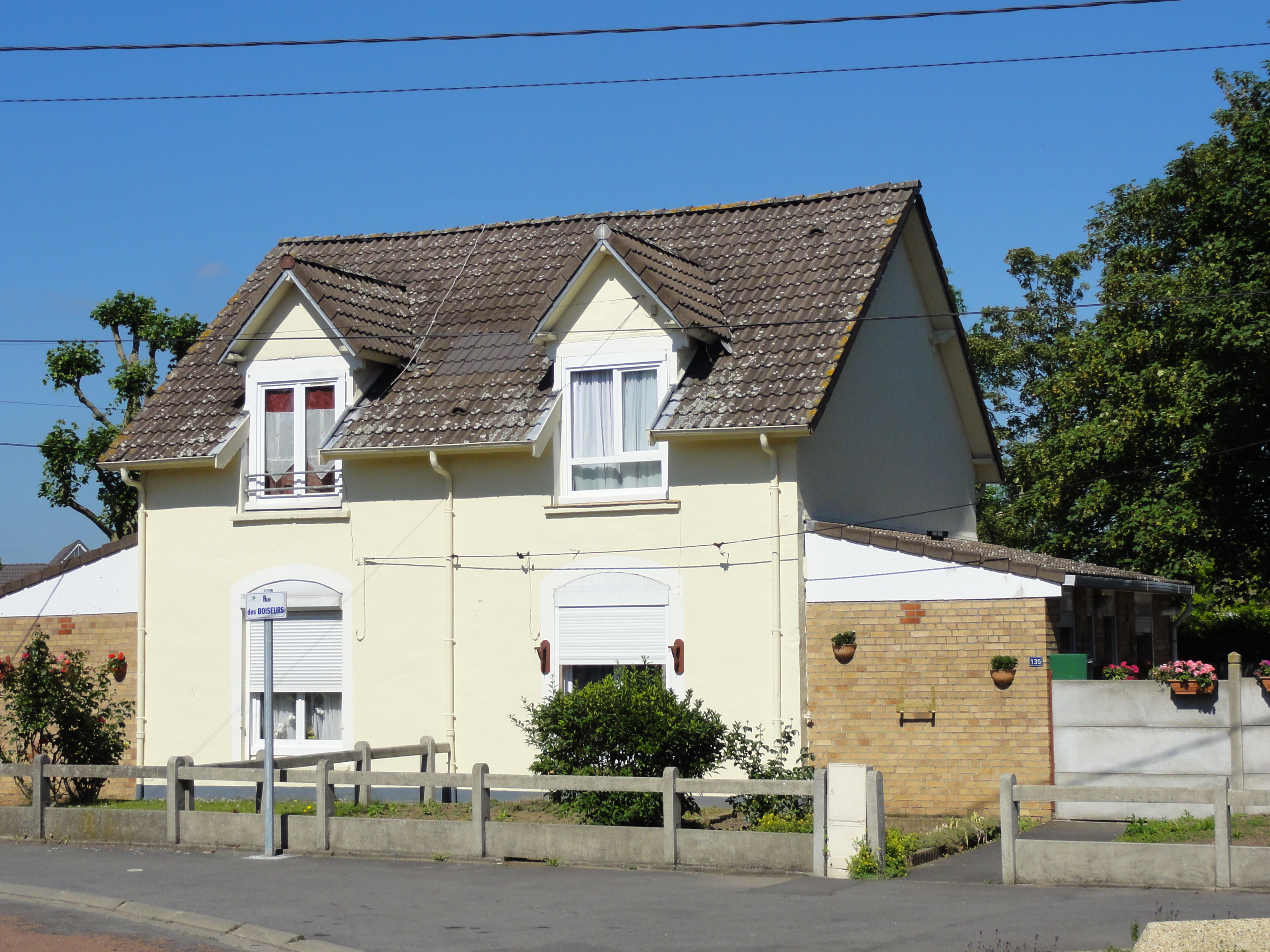
Des habitations groupées par deux.
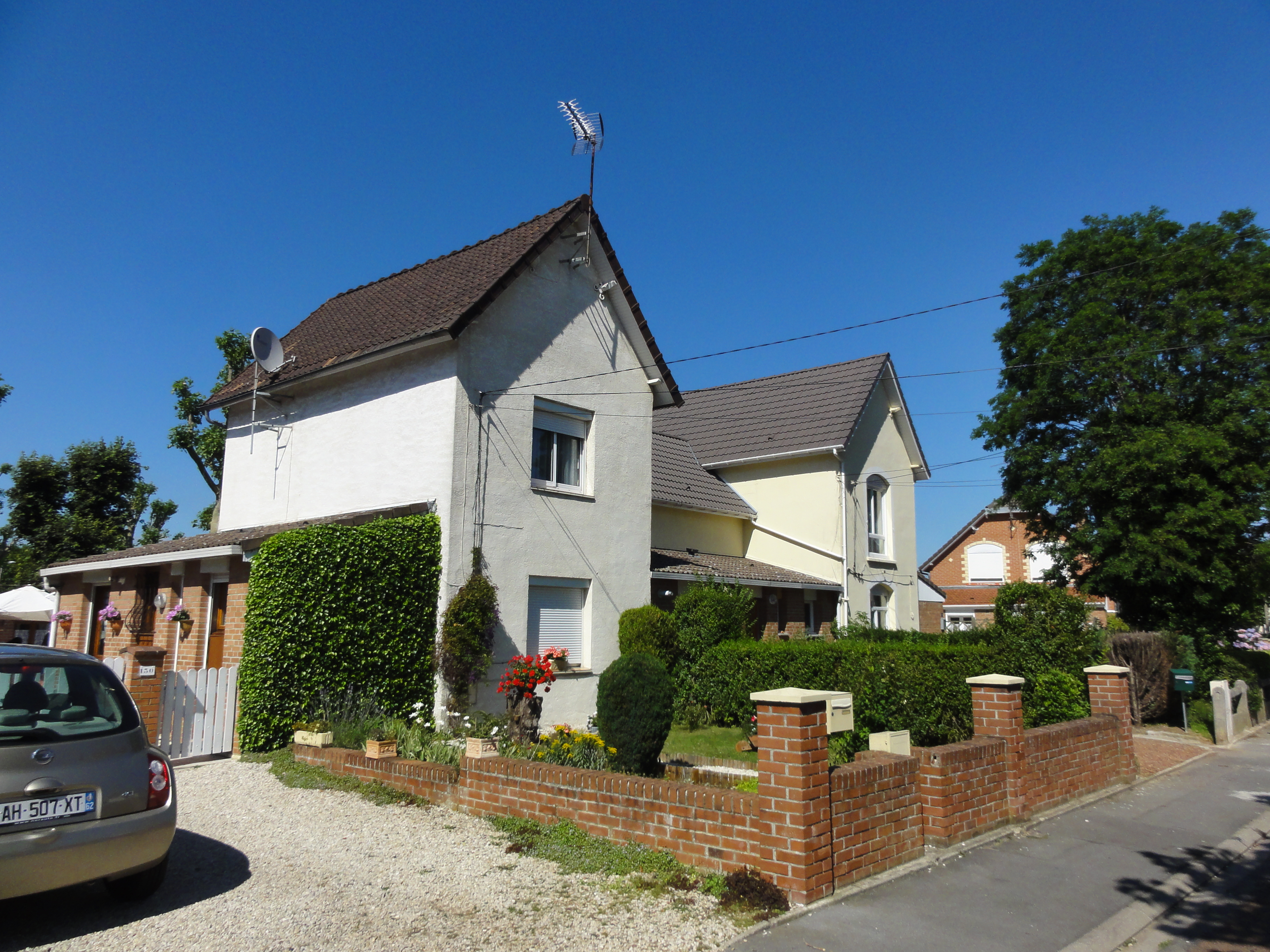
Des habitations groupées par trois.